# Rourke (fumetto)
Rourke è un Personaggio immaginario protagonista dell'omonima serie a fumetti di genere fantasy/horror ideata da Federico Memola, già autore di Jonathan Steele,  edita dalla Star Comics dal 2009 al 2010 e ambientato ai giorni nostri. Successivamente è stato pubblicato in inglese dalla DieGo Comics Publishing.

## Biografia del personaggio
Il protagonista è un quarantatreenne irlandese di Dublino, rissoso e incline all'alcol. Il suo lavoro consiste nell'estrarre le maledizioni dei malcapitati che si rivolgono a lui e quindi di distruggerle. Ad accompagnarlo nelle sue imprese ci saranno due donne: Kylie la figlia tredicenne, che si dimostrerà spesso più matura di lui, e Deidre, un fantasma di cui non si conosce l'età e madre del protagonista stesso. Ha una vasta conoscenza dell'occulto in quanto in vita era una strega.

## Storia editoriale
La serie è stata pubblicata per otto numeri dalla Star Comics dal 2009 al 2010 con copertine realizzate da Sergio Gerasi e Marco Hasmann.

### Elenco albi
| Nr. | Titolo Albo              | Data di pubblicazione | Testi              | Disegni         |
| --- | ------------------------ | --------------------- | ------------------ | --------------- |
| 1   | Le predilette della luna | aprile 2009           | Federico Memola    | Cosimo Ferri    |
| 2   | Le dimore silenziose     | giugno 2009           | Federico Memola    | Valentina Romeo |
| 3   | Terra lontana            | agosto 2009           | Federico Memola    | Enza Fontana    |
| 4   | Il segno di Bor          | ottobre 2009          | Francesca Da Sacco | Manuela Soriani |
| 5   | Giorno maledetto         | dicembre 2009         | Federico Memola    | Ivan Zoni       |
| 6   | Cacciatori di streghe    | febbraio 2010         | Federico Memola    | Cosimo Ferri    |
| 7   | Vite spezzate            | aprile 2010           | Federico Memola    | Valentina Romeo |
| 8   | Memento Mori             | giugno 2010           | Federico Memola    | Enza Fontana    |

## Personaggi
- Rourke (si conosce solo il cognome) da Dublino
- Kylie Rourke da Dublino
- Deidre da Kilkenny